# Michel López Núñez
Michel López Núñez est un boxeur cubain né le 5 novembre 1976 à Pinar del Río.

## Carrière
Aux Jeux olympiques d'été de 2004, il combat dans la catégorie des super-lourds et remporte la médaille de bronze.

## Référence
1. ↑  (en) Résultats des Jeux olympiques 2004 (amateur-boxing.strefa.pl)